# Barbara Murray
Barbara Ann Murray (Londres, 27 de septiembre de 1929–Alicante, 20 de mayo de 2014) fue una actriz británica.

## Biografía
Murray fue un rostro muy habitual en la pantalla británica de las décadas de 40 y 50 con actuaciones destacadas como Pasaporte para Pimlico (Passport to Pimlico) (1949) y Meet Mr. Lucifer (1953). Continuó trabajando en los 60 (destacando el film de Tony Hancock The Punch and Judy Man) pero se prodigaría más por televisión. Interpretó a Mrs Hauksbee en 7 episodios de la dramatización de la obra de Rudyard Kipling Plain Tales from the Hills de 1964. Su papel más conocido en Gran Bretaña fue el de Lady Pamela Wilder en los dramas The Plane Makers.
Murray tuvo tres hijas de su unión con el actor John Justin, pero después de dos años de matrimonio, se divorciaron en 1964. Ese mismo año, Murray se casó con Bill "Peter" Holmes, un profesor de literatura y profesor de actores, que también acabó en divorcio.

## Filmografía
- To the Public Danger (1948)
- Badger's Green (1949) – Jane Morton
- Pasaporte para Pimlico, de Henry Cornelius (1949)
- A Boy, a Girl and a Bike (1949) – pequeño papel (no acreditada)
- Poet's Pub (1949) – Nelly Bly
- Don't Ever Leave Me (1949) – Joan Robbins
- Boys in Brown (1949) – Kitty Hurst
- Tony Draws a Horse (1950) – Joan Parsons
- The Dark Man (1951) – Carol Burns
- Mystery Junction (1951) – Pat Dawn
- Another Man's Poison (1951) – Chris Dale
- The Frightened Man (1952) – Amanda
- Hot Ice (1952) – Mary
- Street Corner (1953) – WPC Lucy Loggart
- Death Goes to School (1953) – Miss Shepherd
- Meet Mr. Lucifer, de Anthony Pelissier (1953)
- The Teckman Mystery (1954) – Kitty
- Doctor at Large (1957) – Kitty
- Campbell's Kingdom (1957) – Jean Lucas
- A Cry from the Streets (1958) – Ann Fairlie
- Operation Bullshine (1959) – soldado Betty Brown
- The Punch and Judy Man, de Jeremy Summers (1963)
- Doctor in Distress (1963) – Iris Marchant, fisioterapeuta
- A Hard Day's Night (1964) – foto en el Daily Express de Paul McCartney (no acreditada)
- A Dandy in Aspic (1968) – Miss Vogler
- Some Will, Some Won't (1970) – Lucille
- Up Pompeii (1971) – Ammonia
- Tales From the Crypt (1972) – Enid Jason ( cuarto episodio, "Wish You Were Here")
- The Curse of King Tut's Tomb (1980) – Giovanna Antoniella
- The Power (1984) – la madre de Tommy
- The Harpist (1999) – Mrs. Budde (último papel cinematográfico)